# Гравитация Луны
Гравитация Луны слабее, чем гравитация Земли. Ускорение свободного падения на поверхности Луны составляет примерно 1,625 м/с², что составляет около 16,6 % от ускорения на поверхности Земли или 0,166 ɡ . В пределах поверхности Луны изменение ускорения свободного падения составляет около 0,0253 м/с² (1,6 % ускорения свободного падения). Поскольку вес прямо пропорционален гравитационному ускорению, вещи на Луне будут весить всего 16,6 % (= 1/6) того, что они весят на Земле.

## Гравитационное поле
Гравитационное поле Луны измеряют путем отслеживания радиосигналов, излучаемых орбитальными космическими аппаратами. Используемый принцип зависит от эффекта Доплера, при котором ускорение космического корабля на линии прямой видимости можно измерить небольшими сдвигами частоты радиосигнала и измерением расстояния от космического корабля до станции на Земле. Поскольку гравитация Луны влияет на орбиту космического корабля, можно использовать эти данные слежения для обнаружения гравитационных аномалий.
Большинство низких лунных орбит нестабильны. Собранные подробные данные показали, что для низкой лунной орбиты единственными «стабильными» орбитами являются наклонения около 27°, 50°, 76° и 86°. Из-за синхронного вращения Луны невозможно отслеживать космические корабли с Земли далеко за пределами Луны, поэтому до недавней миссии GRAIL гравитационное поле на обратной стороне не было подробно изучено.
Главной особенностью гравитационного поля Луны является наличие масконов, которые представляют собой большие положительные гравитационные аномалии, связанные с некоторыми из гигантских ударных бассейнов. Эти аномалии существенно влияют на орбиту космического корабля вокруг Луны, и точная гравитационная модель необходима при планировании как пилотируемых, так и беспилотных миссий. Первоначально они были обнаружены при анализе данных слежения за Лунным орбитальным аппаратом: навигационные тесты до программы «Аполлон» показали, что ошибки позиционирования намного превышают спецификации миссии.
Масконы частично связаны с наличием плотных морских потоков базальтовой лавы, которые заполняют некоторые ударные бассейны. Однако потоки лавы сами по себе не могут полностью объяснить гравитационные вариации, а также требуется поднятие границы кора — мантия. Основываясь на гравитационных моделях Lunar Prospector, было высказано предположение, что существуют некоторые масконы, которые не связаны с базальтовым вулканизмом. Центр тяжести Луны не совпадает точно с её геометрическим центром, а смещён к Земле примерно на 2 километра.
Гравитационное поле Луны является основной причиной приливов и отливов на Земле. Свой вклад в них вносит и гравитация Солнца, но сила её воздействия на Землю вдвое меньше, чем у лунной.

## Масса Луны
Гравитационная постоянная G известна менее точно, чем произведение G и масс Земли и Луны. Поэтому в справочниках принято приводить её произведение с лунной массой M. Согласно данным миссии GRAIL, это произведение примерно равно 4902,8001 км³/с². Масса Луны примерно равна 7,3458×10²² кг, или 1/81,30057 земной; средняя плотность — 3346 кг/м³.